# Šlechtění

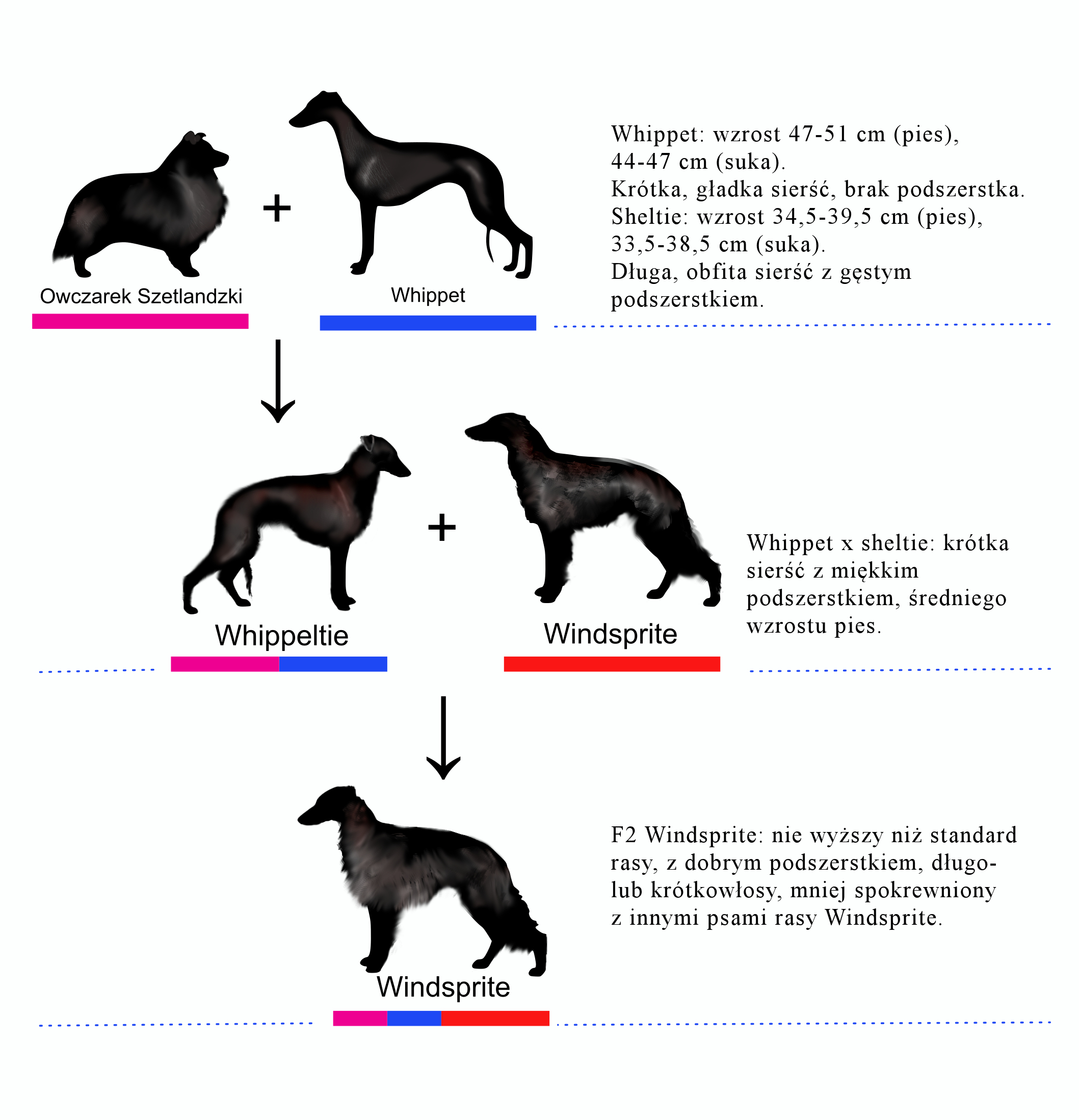

Šlechtění je metoda ovlivňování vlastností potomstva dlouhodobým cílevědomým výběrem rodičů s požadovanými znaky.[zdroj?] Šlechtění se využívá u živočichů, rostlin i dalších skupin organismů. Šlechtí se organismy užitkové, především zemědělské plodiny a zvířata, tak i organismy pěstované či chované pro potěšení, například některé okrasné květiny či domácí mazlíčci. Výsledkem šlechtění může být zlepšení vlastností stávající odrůdy či plemene nebo vytvoření odrůdy či plemene nového.[zdroj?]